# 付将沟遗址
付将沟遗址位于河北省承德市兴隆县李家营乡付将沟村东南，是一处战国至汉代的遗址，2008年10月23日公布为第五批河北省文物保护单位，2013年3月5日公布为第七批全国重点文物保护单位。